# Flaskpost från P
Flaskpost från P (originaltitel Flaskepost fra P) är en dansk deckarfilm från 2016 som baseras på romanen med samma namn av Jussi Adler-Olsen från 2009.
Filmen hade DVD-premiär i Sverige den 8 augusti 2016, utgiven av Nordisk Film.

## Handling
När Mørck och Assad får tag på en flaskpost med ett åtta år gammalt meddelande från en bortrövad pojke hittar de en koppling till ett olöst brott med ett försvunnet syskonpar från 1990-talet. Detta tros relatera till en religiös sekt som har genomfört flera bortföranden på barn som senare har upphittats döda.

## Rollista
| Nikolaj Lie Kaas          | – Carl Mørck              |
| Fares Fares               | – Assad                   |
| Johanne Louise Schmidt    | – Rose Knudsen            |
| Signe A. Mannov           | – Mona Karlsen            |
| Jacob Lohmann             | – Elias                   |
| Amanda Collin             | – Rakel                   |
| Søren Pilmark             | – Marcus Jacobsen         |
| Jakob Oftebro             | – Pasgård                 |
| Pål Sverre Hagen          | – Johannes                |
| Lotte Andersen            | – Mia                     |
| Maria Rossing             | – Johannes syster Rebecca |
| Louis Sylvester Larsen    | – Trygve                  |
| Jack Moland               | – Poul                    |
| Jaspar Møller Friis       | – Samuel                  |
| Olivia Terpet Gammelgaard | – Magdalena               |
| Jeanette Lindbæk Larsen   | – Johannes mor            |
| August Moldestad Nypan    | – Johannes (barn)         |
| Mercedes Claro Schellin   | – Rebecca (barn)          |